# محمد ولد محمد سالم
محمد ولد محمد سالم أحمد المختار (23 ديسمبر 1969، في واد الناقة في موريتانيا)، هو صحفي وكاتب روائي موريتاني. حاصل على شهادة الكفاءة (البكالوريوس) للتدريس في التعليم الثانوي في قسم اللغة العربية وآدابها من المدرسة العليا للأساتذة في نواكشوط في عام 1991، يعمل محررًا صحفيًا في القسم الثقافي في جريدة الخليج الإماراتية منذ عام 2009. صدرت له ثلاث روايات هي: أشياء من عالم قديم 2007، ذاكرة الرمل 2008، دروب عبد البركة 2010. يحتل منصب رئيس اللجنة الثقافية في النادي الثقافي العربي في الشارقة. كرمه اتحاد الأدباء والكتاب الموريتانيين في يناير 2014 باعتباره أحد المبدعين الموريتانيين. فازت روايته «دحّان» على جائزة أفضل رواية موريتانية لعام 2016، التي نظمتها جريدة ش يلوح ف ش الموريتانية.

## كتب
| الاسم                                          | دار النشر                         | المدينة | تاريخ النشر | عدد الصفحات | ردمك ISBN            | المصدر |
| ---------------------------------------------- | --------------------------------- | ------- | ----------- | ----------- | -------------------- | ------ |
| أشياء من عالم قديم                             | دار الحكمة                        | نواكشوط | 2007        |             |                      |        |
| ذاكرة الرمل                                    | دار الأمان                        | الرباط  | 2008        |             |                      |        |
| دروب عبد البركة                                | دائرة الثقافة والإعلام في الشارقة | الشارقة | 2010        |             |                      | [ 5 ]  |
| على الهامش قراءات عابرة في روايات عربية معاصرة | دار الصدى                         | دبي     | 2015        | 207         | (ردمك 9789948185680) | [ 6 ]  |
| دحان                                           | كلمات للنشر والتوزيع الإماراتية   |         | 2016        | 263         | (ردمك 9789948184100) | [ 7 ]  |
| ألاعيب خالد مع كورونا                          | المؤسسة العربية للدراسات والنشر   | بيروت   | 2020        | 112         | (ردمك 9786144861516) | [ 8 ]  |

## مسرحيات
- سيادة الوزير بالصورة والصوت[2]